# Премия имени Л. И. Мандельштама
Премия имени Л. И. Мандельштама — премия, присуждаемая с 1991 года Отделением общей физики и астрономии Российской академии наук за лучшие работы по физике и радиофизике.

Премия названа в честь советского физика Л. И. Мандельштама.

## Лауреаты премии
По состоянию на 2024 год награда была вручена следующим учёным: 
- 1991 — Иммануил Лазаревич Фабелинский — за цикл работ «Экспериментальные исследования по спектроскопии Мандельштама-Бриллюэна и обнаружение оптических явлений»
- 1994 — Александр Викторович Гуревич, Василий Семенович Бескин и Яков Николаевич Истомин — за цикл работ «Теория магнитосферы и излучения пульсаров»
- 1997 — Владимир Моисеевич Агранович — за цикл работ «Теоретические исследования по спектроскопии поверхности»
- 2000 — Владимир Александрович Красильников — за цикл работ «Волны и турбулентность»
- 2003 — Виталий Сергеевич Зуев, Олег Юрьевич Носач и Евгений Александрович Орлов — за цикл работ «Физические процессы в фотодиссоционных лазерах»
- 2006 — Леонид Михайлович Крутянский, Владимир Леонидович Преображенский и Андрей Петрович Брысев — за цикл работ «Экспериментальные и теоретические исследования процессов нелинейного распространения ультразвуковых пучков с обращённым волновым фронтом и принципов их применения в нелинейной акустоскопии и диагностике»
- 2009 — Владимир Юрьевич Зайцев, Вениамин Евгеньевич Назаров и Лев Аронович Островский — за цикл работ «Нелинейные акустические явления в твердых структурно-неоднородных средах: аномальная нелинейность, нелинейные волны, диагностика дефектов»
- 2012 — Евгений Александрович Кузнецов и Геннадий Михайлович Фрайман — за цикл работ «Волновые коллапсы в плазме, оптике и гидродинамике»
- 2015 — Владимир Павлович Быков — за цикл работ «Спонтанное излучение возбужденных атомов в средах со спектральными особенностями»
- 2018 — Александр Иванович Дьяченко, Ефим Наумович Пелиновский и Алексей Викторович Слюняев — за цикл работ «Физические процессы, приводящие к образованию волн-убийц»
- 2021 — Анатолий Михайлович Камчатнов— за цикл работ по теории дисперсионных ударных волн
- 2024 — доктор физико-математических наук Юлия Игоревна Троицкая и кандидат физико-математических наук Даниил Александрович Сергеев— за цикл работ «Пограничные слои атмосферы и океана при экстремальных условиях: физические механизмы взаимодействия и методы диагностики»